# Szapsugowie
Szapsugowie (ros. шапсуги) – lud należący do adygejskiej rodziny narodów. Pochodzą z Kaukazu.
Obecnie większe ich grupy zamieszkują region Tuapse w Kraju Krasnodarskim w Rosji, miasto Soczi i Adygeję. Tereny, na których żyją, są częścią krainy historycznej zwanej Czerkiesją. W XIX wieku, po klęsce poniesionej w walkach z Rosjanami, wielu Szapsugów uciekło do Turcji i na Bliski Wschód, tworząc tam diaspory. Do dzisiaj wielu z nich żyje w Jordanii (głównie w Ammanie i Wadi as-Sir), Izraelu (Kefar Kama), Syrii, Turcji, Europie i Stanach Zjednoczonych.
Szapsugowie są w ogromnej większości sunnickimi muzułmanami. Posługują się jednym z dialektów języka adygejskiego z rodziny języków abchasko-adygijskich. Według niektórych danych w 1926 roku Rosję zamieszkiwało ponad 4 tysiące Szapsugów. Jednak aż do 2002 roku nie istniała dla nich oddzielna kategoria w rosyjskich spisach ludności. W spisie przeprowadzonym w 2002 roku 3231 osób zadeklarowało tę narodowość.
Szapsugowie byli niegdyś jedną z największych grup Adygejczyków nad Morzem Czarnym. Mieszkali na terenach pomiędzy rzekami Dżubga i Szache (był to tak zwany Mały Szapsug) oraz na północnych stokach Kaukazu (doliny rzek Antchir, Abin, Afine, Bakan i Szipe; był to tak zwany Wielki Szapsug).

## Historia
Wzmianki o Szapsugach pojawiają się w czasie buntu Adygejczyków przeciwko Chanatowi Krymskiemu, w którym brali udział.
Razem z innymi ludami kaukaskimi, pod dowództwem imama Szamila, stawiali zacięty opór siłom Imperium Rosyjskiego chcącym podporządkować sobie ich ziemie. Dali się wówczas poznać jako znakomici żołnierze. W 1860 razem z Natuchajcami i Ubychami stworzyli konfederację plemion, posiadającą własne władze i parlament. W 1864, wraz z rosnącym naporem Rosjan, większość z nich opuściła rodzime strony i udała się na emigrację do Imperium Osmańskiego. Część diaspory uległa asymilacji lub przyłączyła się do społeczności Czerkieskiej. Na terenach, które podporządkowało sobie Imperium Rosyjskie, pozostało około 2 tys. Szapsugów.
W 1924 roku bolszewicy utworzyli Szapsugski Rejon Narodowy ze stolicą w Tuapse. W roku 1945 został on przekształcony w Łazariewski Region Kraju Krasnodarskiego. W roku 1990 doszło do pierwszego zjazdu Szapsugów, na którym podjęto decyzję o wspólnych działaniach na rzecz przywrócenia im Narodowego Regionu. Cel ten udało się osiągnąć w 1992 roku.

## Kultura
Tradycyjna kultura Szapsugów jest bardzo podobna do kultur innych ludów adygejskich. Większość z nich pracuje w rolnictwie, uprawiając winorośle lub zajmując się hodowlą bydła i koni. Popularnym zajęciem jest także pszczelarstwo. W czasach przedislamskich byli wyznawcami politeizmu. Czcili bogów będących uosobieniem zjawisk naturalnych. Do najważniejszych bóstw ich panteonu zaliczano Szible (boga burz i błyskawic), Sozerzesza (boga płodności) oraz Jemisza i Akina (opiekunowie zwierząt).